# Касина Рицарди
Касина Рицарди (итал. Cassina Rizzardi) је насеље у Италији у округу Комо, региону Ломбардија.
Према процени из 2011. у насељу је живело 2565 становника. Насеље се налази на надморској висини од 323 м.

## Становништво
| 1936. | 1951. | 1961. | 1971. | 1981. | 1991. | 2001. | 2011. |
| ----- | ----- | ----- | ----- | ----- | ----- | ----- | ----- |
| 948   | 1.045 | 1.225 | 1.553 | 1.803 | 2.095 | 2.379 | 3.175 |